# Acleisanthes
Acleisanthes je biljni rod od desetak vrsta biljaka iz porodice noćurkovki rasprostranjenih po jugozapadu Sjedinjenih Država i sjevernom Meksiku.

## Etimologija
Ime roda dolazi od grčkog a, bez, cleis, stvar koja se zatvara, i anthos, cvijet, a aludira na nedostatak omotača.

## Vrste
1. Acleisanthes acutifolia Standl.
2. Acleisanthes angustifolia (Torr.) R.A.Levin
3. Acleisanthes anisophylla A.Gray
4. Acleisanthes chenopodioides (A.Gray) R.A.Levin
5. Acleisanthes crassifolia A.Gray
6. Acleisanthes diffusa (A.Gray) R.A.Levin
7. Acleisanthes lanceolata (Wooton) R.A.Levin
8. Acleisanthes longiflora A.Gray
9. Acleisanthes nana I.M.Johnst.
10. Acleisanthes nevadensis (Standl.) B.L.Turner
11. Acleisanthes obtusa (Choisy) Standl.
12. Acleisanthes palmeri (Hemsl.) R.A.Levin
13. Acleisanthes parvifolia (Torr.) R.A.Levin
14. Acleisanthes purpusiana (Heimerl) R.A.Levin
15. Acleisanthes undulata (B.A.Fowler & B.L.Turner) R.A.Levin
16. Acleisanthes wrightii (A.Gray) Benth. & Hook.f. ex Hemsl.